# Distrito de Tingo
El distrito de Tingo es uno de los veintitrés que conforman la provincia de Luya, ubicada en el departamento de Amazonas en el Norte del Perú.
Limita por el Norte con el distrito de Colcamar; por el Este con la provincia de Chachapoyas; por el Sur con el distrito de San Juan de Lopecancha y; por el Oeste con el distrito de María y el distrito de Longuita.
Desde el punto de vista jerárquico de la Iglesia católica forma parte del Diócesis de Chachapoyas.

## Historia
El distrito fue creado el 2 de enero de 1875 mediante Ley sin número, en el gobierno del Presidente Manuel Pardo y Lavalle

## Geografía
Abarca una superficie de 102,67 km² y tiene una población estimada mayor a 1 000 habitantes.
El Distrito de Tingo va desde las orillas del río Utcubamba hacia la montaña alta.
Su capital es el centro poblado de Tingo está ubicada a 1811 m s. n. m.

### Anexos,CP,lugares;  del distrito de Tingo
| - Tingo Nuevo - Tingo Bajo - Shupalin - Granero (anexo) - Celcas - Mojon | - San Miguel de Velapata (anexo) - Golomia - Mitopampa - Huamantianga - Silic infiernillo - Kuélap (anexo) | - Huaytapampa - Pumachaca - Sauco - Nogalcucho (anexo) - Sicsi bosoc santa Clara Pumalin sioguie |

## Autoridades

### Municipales
- 2019 - 2022[2]
  - Alcalde: Newman Garcia Vargas
  - Regidores:

  1. Walter Enrrique Huilca Alcántara
  2. Ovidio Gallardo Jara
  3. Víctor Enrique cruz Serván
  4. Teodora Delfilia Romero Rodríguez
  5. Aníbal Vargas Chávez

### Religiosas
- Obispo de Chachapoyas: Monseñor Emiliano Antonio Cisneros Martínez, OAR.

## Atractivos turísticos
- Kuélap, importante complejo arqueológico ubicado a 35 km por carretera del pueblo de Tingo Teleférico. lo milenario y lo moderno.
- ríos Utcubamba y río Tingo, para canotaje, pesca
- Santa Clara; restos arqueológicos preincas, cabalgata, traking, aventura silvestre
- Silic, centro arqueológico a 10 minutos de Nuevo Tingo
- Ingañan, cerro liso para practicar rapel y montañismo
- cuenca hidrogáfica Tingo, pesca, observatorio de aves
- uczul, la barreta. Ciclismo de Montaña
- Granero, ganadería, turismo comunitario vivencias de agricultura y ganadería
- Velapata, montañismo, cabalgata, turismo comunitario actividades agrícolas

## Festividades
Las fiestas patronales del pueblo se celebran el 8 y 9 de septiembre. 
Como comidas típicas se conoce la Chochoca, el Mote, el Dulce de Frijol, el Puchero, el Shurumbo y el cuy con papas entre otros.